# ノルベルト・ベルシケ・ゴメス・ベトゥンカル
ベト（Beto）ことノルベルト・ベルシケ・ゴメス・ベトゥンカル（Norberto Bercique Gomes Betuncal、1998年1月31日 - ）は、ポルトガル・リスボン出身のサッカー選手。エヴァートンFC所属。ギニアビサウ代表。ポジションはFW。

## クラブ経歴
2015年、アマチュアクラブであるウニオン・タレスでキャリアをスタートさせる。2018年に当時ポルトガル3部リーグにあたるカンペオナート・デ・ポルトガルに所属していたクルベ・オリンピコ・ド・モンティージョに加入すると、この2018-19シーズンのリーグ戦で34試合21得点を挙げたことで、2019年6月3日、プリメイラ・リーガのポルティモネンセSCに引き抜かれ、4年契約を結んだ。
2020年11月8日、FCポルトとの試合でプリメイラ・リーガでの初得点を挙げたが、試合には1-3で敗れた。加入2シーズン目となった2020-21シーズンはチームトップとなるリーグ戦10得点を記録した。
2021年9月3日、買取オプション付きの契約でセリエAのウディネーゼ・カルチョにレンタル移籍をした。
2023年8月29日、4年契約でエヴァートンFCに移籍をした。